# Castillo de Vilasar
El Castillo de Vilasar está situado en el municipio español de Vilasar de Dalt, en la provincia de Barcelona, Cataluña. Fue construido en el siglo X cuando se creó una torre cilíndrica y un recinto con una muralla, servía para vigilar al pueblo de los ataques piratas.
El castillo, emplazado en lo alto de Vilasar de Dalt (cerca de Barcelona) ha tenido las siguientes etapas constructivas Archivado el 9 de septiembre de 2018 en Wayback Machine.:
- Siglo X: Se construye la gran torre cilíndrica del Homenaje rodeada por gruesos muros, y continua a lo largo de los años hasta llegar a nuestros días como un ejemplar bellísimo de la arquitectura gótica.
- Antes del siglo XIII ya cuenta con su recinto de murallas y con alguna torre menor de las cuales hoy en día subsiste una. También en esta época se amplía la edificación con la torre cuadrada de la fachada.
- En el XIV, bajo el dominio de la familia Des Bosch y la renovación que llevan a cabo, el Castillo deviene palacio con sus magníficas crujías construidas en parte sobre los muros anteriores.
- La decoración de la fachada principal es de finales del siglo XV.

Ahora el castillo, símbolo del pueblo, es de un gran interés turístico. Tiene otra torre cuadricular y una capilla de la Santísima Trinidad, aparte de todos los aposentos, patio, jardín, comedores, sala de espejos, entre otros. Actualmente es de propiedad privada aunque, tras una sentencia del Tribunal Supremo que lo declaró visitable, se realizan algunas visitas guiadas cada año, normalmente coincidiendo con las fiestas mayores, el festival medieval del pueblo u otros eventos similares.
Desde 2017 además el castillo se alquila como espacio para bodas y eventos. Entre los espacios que se alquilan se encuentran: La capilla, los jardines con el castillo al fondo, la Casita junto a la finca y un salón acristalado construido al lado del castillo.
Declarado monumento histórico artístico en el año 1931. Bajo la protección de la Declaración genérica del Decreto de 22 de abril de 1949, y la Ley 16/1985 sobre el Patrimonio Histórico Español.